# فرودگاه میریم
فرودگاه میریم (به انگلیسی: Mirim Airport) یک فرودگاه نظامی است . این فرودگاه در شهر پیونگ‌یانگ کشور کره شمالی قرار دارد و در ارتفاع ۹ متری از سطح دریا واقع شده‌است.